# 日立グループ館
日立グループ館（ひたちグループかん）は、万国博覧会、地方博覧会などに日立グループが出展する場合に用いるパビリオンの名称である。

## 1970年の大阪万博
- 日立グループ館[1]

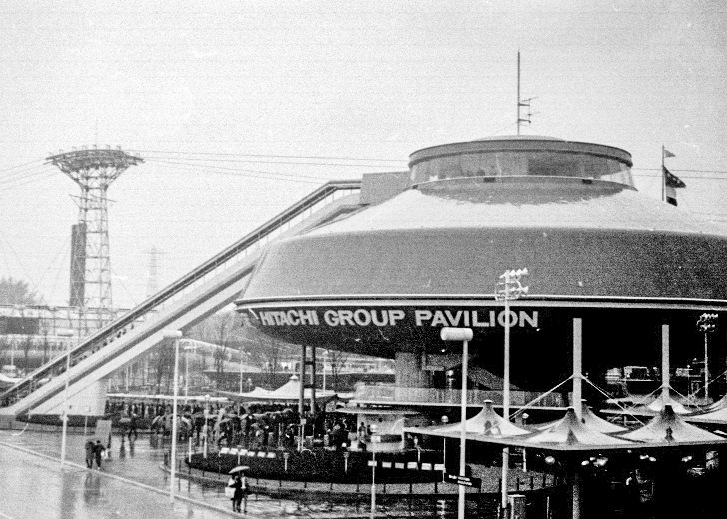
大阪万博日立グループ館

  - テーマ「シミュレート・トラベル」「追求-未来への招待」
  - 建物は赤い円盤状で、日本最大級の階高19.5メートル・全長約40メートル・1時間あたりの輸送人員6,000人規模のエスカレーターを備え最上階の展望台形の入口「スカイロビー」と結んだ。
  - 内容はエスカレーターで4階スカイロビーへ上がり油圧式内径6メートルの260人乗り超大型エレベーターで3階「シミュレートホール」へ下り、16個設けられた8人乗りのコクピットにて約10分間のシミュレーター実演時間の間で分担する形で各コクピットにてモデルシミュレーションとフィルムシミュレーションを組み合わせた閉回路テレビ式によるフライトシミュレーションを行う。コクピット内では前列2名が操縦し、後列6名が至近で傍観する形で参加意識を持たせた。シミュレーション終了後は2階へ下りフライトシミュレーション機器やレーザーカラーテレビを見学し退出した。

## 1975年の沖縄国際海洋博覧会
- 日立グループ海洋図書館[2][3]
  - テーマ：海との対話
  - 入口は会場の海と伊江島の景観を望み、館内では「海と地球」「海と生命」「海と人類」「海とロマン」の4ブロックごとに用意された海に関する資料映像を収めた2インチカラービデオカートリッジを計24本の中から選択しビデオモニターで鑑賞する形とし、この他日本初となる海底地球儀も展示された。

## 1985年の国際科学技術博覧会
- EXPO'85日立グループ館

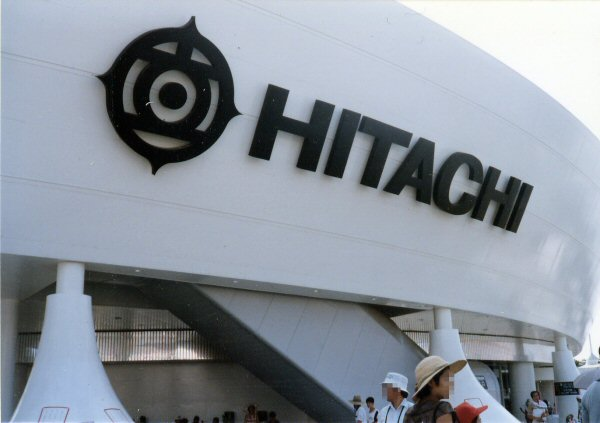
科学万博 日立グループ館

  - テーマ「Interface －技術との自由な対話 －」[注 2]
  - 内容、フロアーは4分割された円形劇場「インターフェイス・シアター」。客席は5分ごとに90度ずつ回るようになっており20分で4つの劇場を見ることができた。4つの劇場はアプローチ劇場 / 第一劇場 / 第二劇場 / 第三劇場となっており、第三劇場は偏光方式の立体映像であった。

## 1989年の地方博覧会
- 日立グループ館（横浜博覧会・アジア太平洋博覧会・世界デザイン博覧会）
  - テーマ「Interface」
  - 250インチ2面、縦3.1メートル×横11メートルのハイビジョンシアターによる映像「タイムジャンプ」。文明を築いてきた人類の手にスポットを当てた。双方向システムを導入し、映像の登場人物（クレオパトラ、ジュリアス･シーザー、始皇帝、コロンブス）とジャンケンで対戦。4人全員に勝つと、オリジナル腕時計が進呈された。ただし、「あいこ」の場合、プレーヤー（来場者）の負けと言うルール設定だった。

## 1990年の国際花と緑の博覧会
- EXPO'90 日立グループ館
  - テーマ「Interface 〜人と技術の理想をめざす〜」
  - パビリオンは日立の樹を模しており、高さ24メートル・直径30メートルあった。
  - 250インチのハイビジョン6面を横に並べた、幅35.5メートルのシアターによる映像「グリーンファンタジア 〜交響の誌〜」。光の三原色から、緑の森・赤い大地・青い海にスポットを当てた。監督：羽仁進、音楽：服部克久

## 2001年の地方博覧会
- 日立グループ館モーションマジックシアター（山口きらら博・うつくしま未来博・北九州博覧祭2001）

シミュレーションライドシステムを用いた「モーションライドシアター」として、実写とCGを組み合わせコンピュータの仮想世界での少年の冒険を描いた「鳳凰伝説〜未来へのメッセージ〜」を上映。
登場人物
- 大田ノボル
  - 身長145センチメートル・体重36キログラム。天才的なコンピュータの能力を持つ小学5年生。持ち前の正義感からネットワーク内のコンピュータウイルスを退治している。
- 鶴姫
  - ネットワークの世界を統治する「鶴ノ城」に住む姫。ウイルスに侵された龍「マザーコンピュータdragon」の暴走により力を封じ込まれる。
- 龍
  - 鶴ノ城の中枢機能を司るマザーコンピューター。独自の圧縮プログラムでネットワークを自在に移動することが出来る。

## 2005年の愛知万博
- 日立グループ館

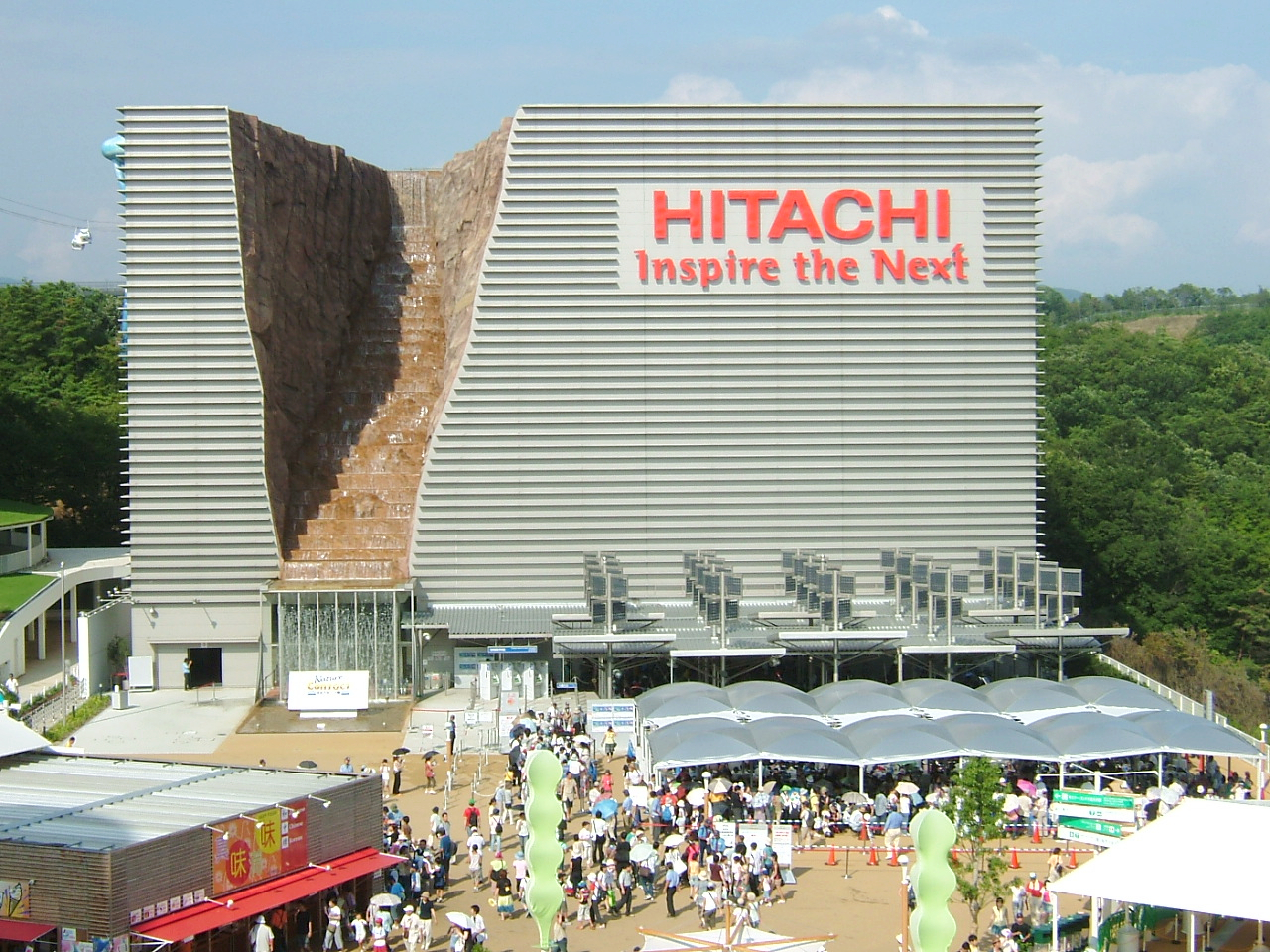
愛知万博日立グループ館

  - テーマ「Nature Contact 〜希少動物達とのふれあい〜」
  - 建物は、茶色い立方体の一部が削られ川になっていた。
  - 内容は、プレショーでは情報端末を使って希少動物とふれあい、メインショーではライドに乗りジャングル、サバンナ、海など立体映像で体感する。会期中は、ショーの中で使用する顔画像のデータを入場時に撮影し、帰宅後にパソコンを使ってネット上から画像をダウンロード出来るサービスも提供していた。なお、使用されていた情報端末等は会期終了後に全て廃棄処分されているので、記念イベントなどでの再現は、ほぼ不可能とされる。

## 2025年の大阪・関西万博
日本で行われた国際博覧会として初めて単独パビリオンとして出展しなかった。なおグループ会社の日立製作所が、「未来の都市」パビリオンのプラチナパートナーとして出展している。